# Robert Lenox
Pour les articles homonymes, voir Lenox.
Robert Lenox, né le 31 décembre 1759 à Kirkcudbright et mort le 13 décembre 1839 à New York, est un homme d'affaires américano-écossais.
Il a été le 15e président de Saint Andrew's Society of the State of New York.

## Biographie
Lenox est né le 31 décembre 1759 à Kirkcudbright, à la frontière sud-ouest de l'Écosse. Il est l'un des onze enfants nés de James Lenox et d'Elizabeth (née Sproat) Lenox.
Son grand-père paternel est William Lennox et son grand-père maternel était David Sproat, tous deux de la paroisse de Kirkcudbright en Écosse.
Juste avant la guerre d'Indépendance, il émigre en Amérique avec ses frères David et William. Ils se rendent d'abord chez leur oncle, David Sproat, un marchand de Philadelphie, venu en Amérique en 1760. Son oncle rejoint l' armée britannique à New York et est nommé commissaire général des prisonniers de la marine en Amérique du Nord à l'automne 1779. Son frère William est nommé British Commissary of Naval Prisoners in the South, basé à Charleston, où il meurt en 1781. Après des études à Burlington dans le New Jersey, Robert Lenox rejoint son oncle et son frère William à New York en 1783 où il est employé comme greffier. Il devient « directeur des drapeaux de trêve » (Director of Flags of Truce),.
Peu de temps après la fin de la guerre, Robert Lenox est rejoint par James Lenox, son plus jeune frère venu d'Écosse, et établit la maison marchande de Jas. Lenox & Wm. Maitland en 1796. James prend sa retraite de l'entreprise en 1818 et retourne en Écosse, où il est mort en 1839. L'entreprise devient plus tard connue sous le nom de Kennedy & Maitland, Maitland, Phelps & Co., et plus tard Maitland, Coppell & Co.

### Famille
Le 1er septembre 1783, il épouse Rachel Carmer (1763–1843). Rachel est la fille de Nicholas Carmer, un ébéniste new-yorkais. Ensemble, ils sont les parents de douze enfants, mais seuls six, cinq filles et un garçon, parviennent à l'âge adulte :
- Elizabeth Sproat Lenox (1785–1864), qui a épousé Robert Maitland.
- Isabella Henderson Lenox (1789–1866), qui a épousé William Banks.
- David Sproat Lenox (1790–1792), décédé en bas âge.
- Rachel Carmer Lenox (1792–1875), qui a épousé son cousin, David Sproat Kennedy (1791–1853))[5].
- Charlotte Murdoch Lenox (1794–1807), décédée dans l'enfance.
- Alethea Carmer Lenox (1797–1806), décédée dans l'enfance.
- Robert Lenox (1797–1798), décédé en bas âge.
- Jennet Lenox (1798–1870).
- James Lenox (1800–1880), philanthrope[6].
- Mary Lenox (1803–1886), qui a épousé John Fisher Sheafe.
- Henriette Anderson Lenox (1804–1886)[7].
- Alethea Lenox (1807–1878), qui a épousé James Donaldson, frère du banquier Robert Donaldson Jr. (en)[8]

Robert Lenox meurt à sa résidence du 59 Broadway à New York le 13 décembre 1839. À sa mort, il laisse une fortune de plus d'un million de dollars et 30 acres de terrain entre la quatrième et la cinquième Avenue à son fils unique, qui en 1855, est le troisième homme le plus riche de New York.